# Taubaté
Taubaté è un comune del Brasile nello Stato di San Paolo, parte della mesoregione della Vale do Paraíba Paulista e della microregione di São José dos Campos.
Taubaté si trova a circa 120 km a nord est della città di San Paolo e a circa 280 km della città di Rio de Janeiro. In passato la città era una delle più grandi e ricche città dello Stato di San Paolo, questo perché all'epoca il caffè era coltivato quasi esclusivamente nella Vale do Paraíba.
In questa città è nato il famoso scrittore Monteiro Lobato ed è dove è vissuto il famoso attore comico caipira Amácio Mazzaropi.